# Maxwell Anderson
James Maxwell Anderson (n. 15 decembrie 1888 – d. 28 februarie 1958) a fost dramaturg, autor, poet și jurnalist american.

## Opera
- 1927: Copiii de sâmbătă ("Saturday's Children")
- 1928: Zeii luminii ("Gods of the Lightning")
- 1933: Maria a Scoției ("Mary of Scotland")
- 1935: Coboară iarna ("Winterset ")
- 1946: Ioana de Lorena ("Joan of Lorrain")
- 1948: Anna celor o mie de zile ("Anne of the Thousand Days")

## Ecranizări
- Piesa sa de teatru Key Largo din 1939 a fost ecranizată în 1948.
- Cartea de non-ficțiune The True Story of Christopher Emmanuel Balestrero a fost ecranizată ca The Wrong Man în 1956 de către  Alfred Hitchcock;
- 1969 Anna celor o mie de zile (Anne of the Thousand Days) – film în regia lui Charles Jarrott